# Honda Grand Prix of Monterey 1997
Honda Grand Prix of Monterey 1997 var ett race som var den sextonde deltävlingen av sjutton i CART World Series 1997. Tävlingen kördes den 7 september på Laguna Seca Raceway, och vanns av Jimmy Vasser. Den stora vinnaren var dock Alex Zanardi som säkrade titeln med en tredjeplats. Det var hans första titel i CART, och stallet andra i rad, då Vasser vunnit 1996. Gil de Ferran säkrade samtidigt en överraskande andraplacering i mästerskapet med Walker Racing.

## Slutresultat
| Plats | Förare                | Team                     | Grid | Kvaltid  |
| ----- | --------------------- | ------------------------ | ---- | -------- |
| 1     | Jimmy Vasser          | Chip Ganassi Racing      | 6    | 1.07,895 |
| 2     | Mark Blundell         | PacWest Racing           | 4    | 1.08,735 |
| 3     | Alex Zanardi          | Chip Ganassi Racing      | 2    | 1.08,339 |
| 4     | André Ribeiro         | Tasman Motorsports       | 10   | 1.09,062 |
| 5     | Gil de Ferran         | Walker Racing            | 9    | 1.09,055 |
| 6     | Bryan Herta           | Team Rahal               | 1    | 1.07,895 |
| 7     | Gualter Salles        | Davis/Craig Racing       | 18   | 1.09,696 |
| 8     | Raul Boesel           | Patrick Racing           | 15   | 1.09,384 |
| 9     | Maurício Gugelmin     | PacWest Racing           | 5    | 1.08,769 |
| 10    | Roberto Moreno        | Bettenhausen Motorsports | 26   | 1.12,244 |
| 11    | Al Unser Jr.          | Marlboro Team Penske     | 20   | 1.10,130 |
| 12    | Parker Johnstone      | Team KOOL Green          | 17   | 1.09,660 |
| 13    | Dario Franchitti      | Hogan Racing             | 13   | 1.09,338 |
| 14    | Max Papis             | Team Rahal               | 19   | 1.10,029 |
| 15    | Juan Manuel Fangio II | All American Racing      | 22   | 1.10,996 |
| 16    | Scott Pruett          | Patrick Racing           | 3    | 1.08,861 |
| 17    | P.J. Jones            | All American Racing      | 23   | 1.11,015 |
| 18    | Charlie Nearburg      | Payton/Coyne Racing      | 28   | 1.12,997 |
| 19    | Bobby Rahal           | Team Rahal               | 16   | 1.09,946 |
| 20    | Dennis Vitolo         | Project Indy             | 28   | 1.14,964 |
| 21    | Christian Fittipaldi  | Newman/Haas Racing       | 11   | 1.09,180 |
| 22    | Michel Jourdain Jr.   | Payton/Coyne Racing      | 8    | 1.09,013 |
| 23    | Adrián Fernández      | Tasman Motorsports       | 24   | 1.11,111 |
| 24    | Greg Moore            | Forsythe Racing          | 7    | 1.08,992 |
| 25    | Richie Hearn          | Della Penna Motorsports  | 21   | 1.10,547 |
| 26    | Paul Tracy            | Marlboro Team Penske     | 12   | 1.09,319 |
| 27    | Michael Andretti      | Newman/Haas Racing       | 14   | 1.09,347 |
| 28    | Hiro Matsushita       | Arciero-Wells Racing     | 25   | 1.11,831 |